# Carrier Sense Multiple Access/Collision Resolution
Carrier Sense Multiple Access/Collision Resolution (CSMA/CR) ist ein Verfahren, welches der Entdeckung und Auflösung von Datenkollisionen auf geteilten Medien dient. Es kommt bei Feldbussen wie dem Controller Area Network (CAN) zum Einsatz.
Bei CSMA/CR werden Kollisionen durch Bitarbitrierung erkannt. Dadurch wird erreicht, dass am Ende einer jeden Arbitrierungsphase lediglich der Teilnehmer, der über die höchste Nachrichtenpriorität verfügt, das Medium belegt. Kollisionen werden von Teilnehmern mit niedrigerer Priorität erkannt und führen dazu, dass sich diese Teilnehmer vom Kanal zurückziehen. Die Kollisionen haben dabei keinen Einfluss auf die Nachricht des Teilnehmers mit der höchsten Priorität, sodass diese Nachricht verzögerungsfrei gesendet werden kann.
CSMA vermeidet Kollisionen in der Datenübertragung.